# Grand Prix Mexika 1965
Grand Prix Mexika 1965 (oficiálně IV Gran Premio de Mexico) se jela na okruhu Autódromo Hermanos Rodríguez v Mexico City v Mexiku dne 24. října 1965. Závod byl desátým v a zároveň posledním v pořadí v sezóně 1965 šampionátu Formule 1.

## Závod
| Poř.   | No. | Jezdec              | Konstruktér    | Počet kol | Čas/Odstoupení      | Pořadí na startu | Body |
| ------ | --- | ------------------- | -------------- | --------- | ------------------- | ---------------- | ---- |
| 1      | 11  | Richie Ginther      | Honda          | 65        | 2:08:32.10          | 3                | 9    |
| 2      | 8   | Dan Gurney          | Brabham-Climax | 65        | +2.89               | 2                | 6    |
| 3      | 6   | Mike Spence         | Lotus-Climax   | 65        | +1:00.15            | 6                | 4    |
| 4      | 16  | Jo Siffert          | Brabham-BRM    | 65        | +1:54.42            | 11               | 3    |
| 5      | 12  | Ronnie Bucknum      | Honda          | 64        | +1 kolo             | 10               | 2    |
| 6      | 21  | Richard Attwood     | Lotus-BRM      | 64        | +1 kolo             | 16               | 1    |
| 7      | 14  | Pedro Rodríguez     | Ferrari        | 62        | +3 kola             | 13               |      |
| 8      | 2   | Lorenzo Bandini     | Ferrari        | 62        | +3 kola             | 7                |      |
| Ret    | 3   | Graham Hill         | BRM            | 56        | Motor               | 5                |      |
| Ret    | 18  | Moisés Solana       | Lotus-Climax   | 55        | Zapalování          | 9                |      |
| Ret    | 15  | Jo Bonnier          | Brabham-Climax | 43        | Zavěšení            | 12               |      |
| Ret    | 10  | Jochen Rindt        | Cooper-Climax  | 39        | Zapalování          | 15               |      |
| Ret    | 7   | Jack Brabham        | Brabham-Climax | 38        | Únik oleje          | 4                |      |
| Ret    | 4   | Jackie Stewart      | BRM            | 35        | Spojka              | 8                |      |
| Ret    | 22  | Bob Bondurant       | Lotus-BRM      | 29        | Zavěšení            | 17               |      |
| Ret    | 9   | Bruce McLaren       | Cooper-Climax  | 25        | Převodovka          | 14               |      |
| Ret    | 5   | Jim Clark           | Lotus-Climax   | 8         | Motor               | 1                |      |
| DNS    | 22  | Innes Ireland       | Lotus-BRM      |           | Vůz řídil Bondurant |                  |      |
| DNS    | 24  | Ludovico Scarfiotti | Ferrari        |           | Vůz řídil Rodríguez |                  |      |
| Zdroj: |     |                     |                |           |                     |                  |      |

## Konečné pořadí po závodě
Pohár jezdců
|        | Pořadí | Jezdec         | Body    |
| ------ | ------ | -------------- | ------- |
|        | 1      | Jim Clark      | 54      |
|        | 2      | Graham Hill    | 40 (47) |
|        | 3      | Jackie Stewart | 33 (34) |
|        | 4      | Dan Gurney     | 25      |
|        | 5      | John Surtees   | 17      |
| Zdroj: |        |                |         |

Pohár konstruktérů
|        | Pořadí | Konstruktér    | Body    |
| ------ | ------ | -------------- | ------- |
|        | 1      | Lotus-Climax   | 54 (58) |
|        | 2      | BRM            | 45 (61) |
| 1      | 3      | Brabham-Climax | 27 (31) |
| 1      | 4      | Ferrari        | 26 (27) |
|        | 5      | Cooper-Climax  | 14      |
| Zdroj: |        |                |         |